# Depilação a laser
Depilação a laser é o processo de depilação por meio da exposição a pulsos de luz laser que destroem o folículo piloso. Foi realizado experimentalmente por cerca de vinte anos antes de se tornar comercialmente disponível em 1995 e 1996. Um dos primeiros artigos publicados descrevendo a depilação a laser foi de autoria do grupo do Massachusetts General Hospital em 1998. A depilação a laser é amplamente praticada em clínicas e até mesmo em residências usando dispositivos projetados e precificados para o autotratamento do consumidor. Muitas revisões de métodos de depilação a laser, segurança e eficácia foram publicadas na literatura dermatológica.

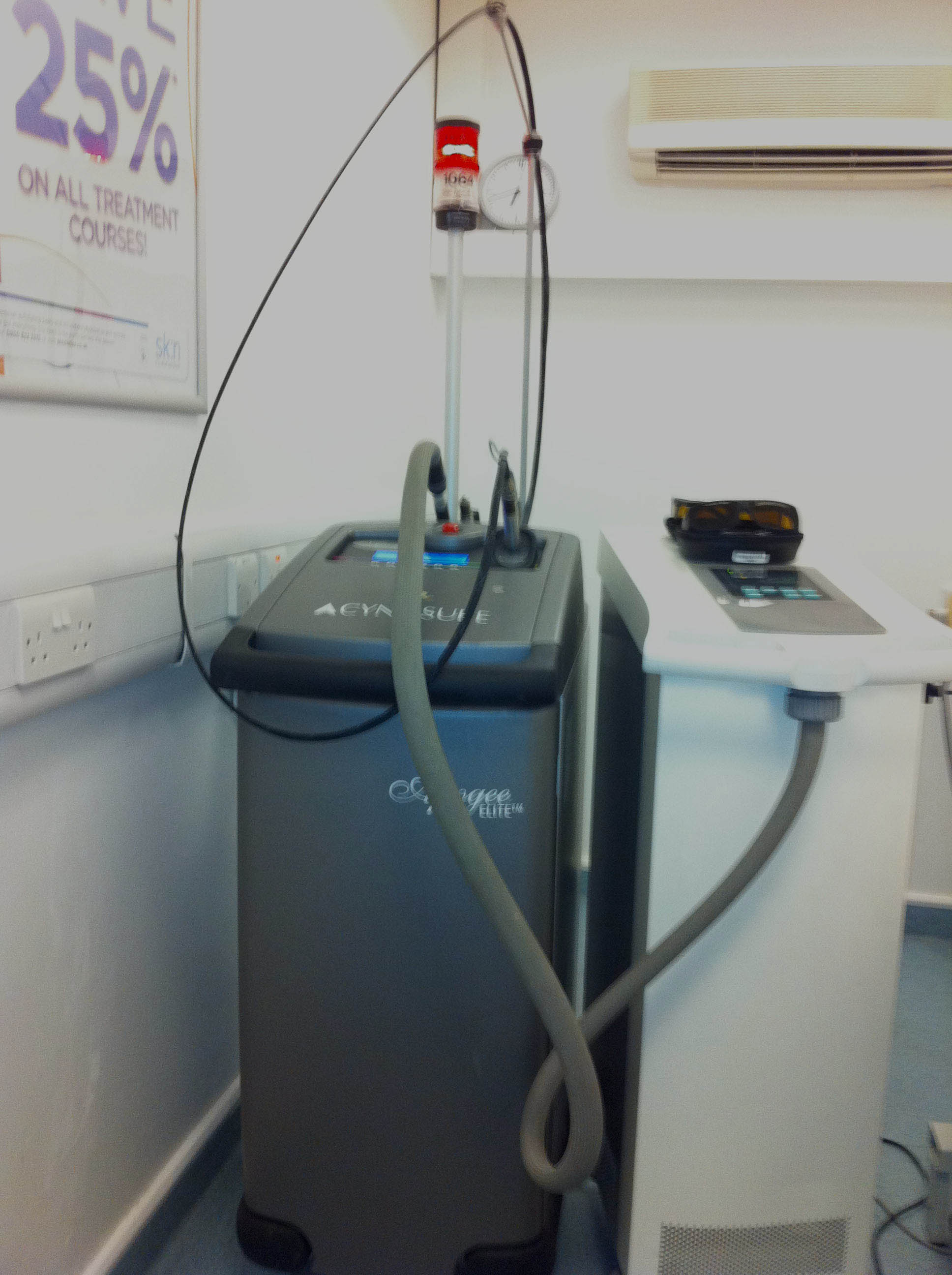
Um laser de depilação em 2011

R. Rox Anderson e Melanie Grossman descobriram que era possível direcionar seletivamente um cromóforo específico com um laser para danificar parcialmente as células-tronco basais dentro dos folículos pilosos. Este método provou ser bem sucedido e foi aplicado pela primeira vez em 1996. Em 1997, a Food and Drug Administration dos Estados Unidos aprovou esta tática de depilação. À medida que esta tecnologia continuou a ser pesquisada, a depilação a laser tornou-se mais eficaz e eficiente; assim, agora é um método comum na remoção de pêlos por longos períodos de tempo.

## Procedimento
O princípio primário por trás da depilação a laser é a fototermólise seletiva, a correspondência de um comprimento de onda específico de luz e duração do pulso para obter o efeito ideal em um tecido alvo com efeito mínimo no tecido circundante. Os lasers podem causar danos localizados ao aquecer seletivamente a matéria-alvo escura, a melanina, aquecendo assim as células-tronco basais no folículo que causa o crescimento do cabelo, o folículo piloso, enquanto não aquece o resto da pele. A luz é absorvida por objetos escuros, mas refletida por objetos claros e água, então a energia do laser pode ser absorvida por material escuro no cabelo ou na pele, com muito mais velocidade e intensidade do que apenas a pele sem nenhum cabelo adulto escuro ou melanina.
A melanina é considerada o principal cromóforo para todos os lasers de depilação atualmente no mercado. A melanina ocorre naturalmente na pele e dá cor à pele e ao cabelo. Existem dois tipos de melanina no cabelo. A eumelanina dá cor ao cabelo castanho ou preto, enquanto a feomelanina dá ao cabelo uma cor loira ou vermelha. Devido à absorção seletiva de fótons da luz do laser, apenas cabelos com cores como cabelos pretos, castanhos ou castanho-avermelhados ou loiros sujos podem ser removidos. Cabelos brancos, loiros claros e loiros avermelhados não respondem bem. O laser funciona melhor com cabelos grossos escuros. Pele clara e cabelo escuro são uma combinação ideal, sendo mais eficaz e produzindo os melhores resultados, mas lasers como o Nd-YAG são capazes de atingir o cabelo preto em pacientes com pele escura com algum sucesso.

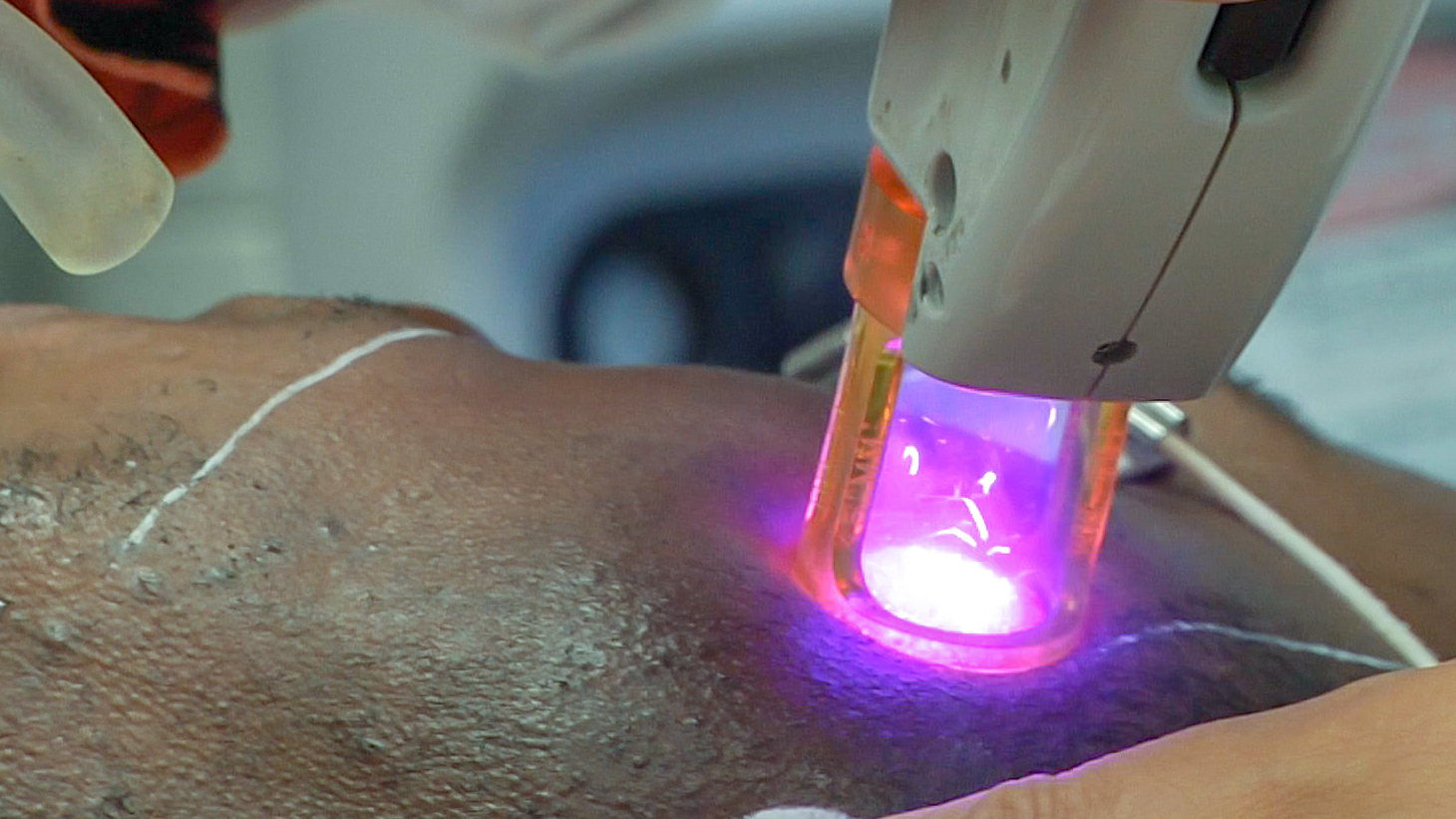
Depilação a laser na pele escura do rosto

Os lasers de depilação estão em uso desde 1997 e foram aprovados para "redução permanente de pêlos" nos Estados Unidos pela Food and Drug Administration (FDA). De acordo com a definição da FDA, a redução "permanente" de pelos é a redução estável e de longo prazo no número de pelos que crescem novamente após um regime de tratamento. De fato, muitos pacientes experimentam um crescimento completo do cabelo em suas áreas tratadas nos anos seguintes ao último tratamento. Isso significa que, embora os tratamentos a laser com esses dispositivos reduzam permanentemente o número total de pêlos do corpo, eles não resultarão na remoção permanente de todos os pêlos.
A depilação a laser tornou-se popular devido à sua velocidade e eficácia, embora parte da eficácia dependa da habilidade e experiência do operador do laser e da escolha e disponibilidade de diferentes tecnologias de laser usadas para o procedimento. Alguns precisarão de tratamentos de retoque, especialmente em grandes áreas, após o conjunto inicial de três a oito tratamentos.

## Efeitos colaterais e riscos
Alguns efeitos colaterais normais podem ocorrer após os tratamentos de depilação a laser, incluindo coceira, pele rosada, vermelhidão e inchaço ao redor da área de tratamento ou inchaço dos folículos (edema folicular). Esses efeitos colaterais raramente duram mais de dois ou três dias. Os dois efeitos colaterais graves mais comuns são acne e descoloração da pele.
Algum nível de dor também deve ser esperado durante os tratamentos. Cremes anestésicos estão disponíveis na maioria das clínicas, às vezes por um custo adicional. Alguns cremes entorpecentes estão disponíveis ao balcão. O uso de cremes anestésicos fortes em grandes áreas da pele sendo tratadas de uma só vez deve ser evitado, pois isso prejudicou seriamente e até matou os pacientes. Normalmente, o creme deve ser aplicado cerca de 30 minutos antes do procedimento. Congelar a área após o tratamento ajuda a aliviar os efeitos colaterais mais rapidamente. Ibrahimi e Kilmer relataram um estudo de um novo dispositivo de peça de mão de diodo com um grande tamanho de ponto que usava sucção assistida a vácuo para reduzir o nível de dor associado ao tratamento a laser.
Efeitos colaterais indesejados, como hipo ou hiperpigmentação ou, em casos extremos, queimação da pele, exigem um ajuste na seleção ou nas configurações do laser. Os riscos incluem a chance de queimadura ou descoloração da pele, hipopigmentação (manchas brancas), acne, inchaço ao redor do folículo piloso (considerado uma reação normal), formação de crostas, púrpura e infecção. Esses riscos podem ser reduzidos pelo tratamento com um tipo de laser apropriado usado em configurações apropriadas para o tipo de pele do indivíduo e a área de tratamento.
Alguns pacientes podem apresentar efeitos colaterais de uma alergia ao gel de depilação usado com certos tipos de laser ou a um creme anestésico, ou simplesmente raspar a área muito cedo em relação ao tratamento.